# SIMATIC IT
SIMATIC IT — масштабируемое решение для создания системы управления производственными процессами (MES) и интеллектуальной производственной аналитики. Решение содержит стандартный конфигурируемый функционал для дискретных и непрерывных производств с возможностью адаптации под специфические требования предприятия. Стандартная функциональность включает механизмы взаимодействия как с бизнес-системами, так и с системами управления автоматикой.
SIMATIC IT является частью портфеля решений Manufacturing Operations Management (MOM) компании Siemens PLM Software для управления технологическими процессами предприятия. SIMATIC IT входит в стратегию комплексной автоматизации TIA (Totally Integrated Automation) — предлагаемой Siemens платформы для построения всего спектра систем автоматизации.

## История решения
2 апреля 1958 года компания Siemens зарегистрировала торговую марку SIMATIC — сочетание из слов «Siemens» и «Automatic». Торговая марка SIMATIC объединяет различные средства промышленной автоматизации технологических процессов производства на предприятии.
В 2001 году Siemens приобрела две компании-разработчика систем управления производственными процессами (MES-систем): итальянской компании ORSI Automazione SpA, а также бельгийской компании Compex. Эти покупки дополнили портфель решений Siemens такими продуктами, как SIMATIC IT Unilab LIMS и SIMATIC IT Interspec Specification Management.
В 2003 году Siemens приобрела американскую компанию IndX — разработчика решения для производственной интеллектуальной аналитики XHQ Manufacturing intelligence.
В начале 2009 года Siemens приобрела компанию Elan Software, базирующуюся во Франции, тем самым проводя дальнейшее усиление своего портфеля решений в области MES для фармацевтической и биоинженерной индустрий.
В середине 2013 года Siemens объявила о покупке компании Preactor — разработчика решения APS (Advanced Planning & Scheduling) для оперативного планирования и разработки производственных расписаний.
Разработки перечисленных выше компаний легли в основу комплексного MES-решения SIMATIC IT, позволившего Siemens стать лидером в области разработки программного обеспечения для управления процессами дискретного и непрерывного производства (согласно исследованиям независимого аналитического агентства IDC за 2016 год).
С 2016 года вся линейка решений из портфеля MOM, в который входит SIMATIC IT, перешла в управление компании Siemens PLM Software.

## Индустриальные решения на базе SIMATIC IT
SIMATIC IT для дискретного производства — набор решений для управления производственными операциями для предприятий с мелко- и крупносерийным дискретным производственным процессом (например: автомобилестроение, машиностроение).
SIMATIC IT для Дискретного производства обладает следующими возможностями:
- Управление инженерными данными, полученными из PLM систем и их передача в производство
- Встроенные процессы управления качеством, включая поддержку визуального контроля, автоматизированного сбора параметров операции, регистрации несоответствий, управления дефектами с поддержкой таких методологий управления качеством как Шесть сигм
- Диспетчерский контроль хода производства с разграничением доступа к выполнению операций определенного персонала
- Автоматическое формирование и демонстрация электронных рабочих инструкций на операцию с поддержкой трехмерной анимации, видео и аудио сопровождения
- Взаимодействие с ERP системами для синхронизации мастер-данных и получения обратной связи по статусу производства для поддержки процессов JIS/JIT
- Систематизированное хранение данных по качеству, статусу производства, персоналу, оборудованию и материалам для поддержки генеалогии, взаимных блокировок, получения ключевых показателей и развития трендов.

SIMATIC IT для непрерывного и гибридного производства — набор решений для управления производственными процессами для предприятий с непрерывным (процессным) или гибридным (дискретно-непрерывным) производственным процессом (например: пищевая, химическая, фармацевтическая промышленность).
SIMATIC IT для непрерывного и гибридного производства обладает следующими возможностями:
- Автоматический сбор данных
- Автоматическая диспетчеризация заказов
- Объединение информационных потоков от различных систем и оборудования
- Оптимизация загрузки оборудования и сокращение простоев
- Мониторинг производственного процесса в реальном времени
- Соблюдение нормативных требований
- Интеграция с системами контроля качества и R&D

## Семейство решений SIMATIC IT Preactor APS
SIMATIC IT Preactor APS (Advanced Planning & Scheduling) — семейство решений для создания производственных расписаний с ограниченными ресурсами (FCS или Finite Capacity Scheduling).
Функциональные возможности решения SIMATIC IT AP (Advanced Planning) помогают строить календарные графики производственной деятельности на периоды от нескольких дней до нескольких месяцев вперед. Решение позволяет учитывать ситуации, связанные с переналадкой оборудования для перехода на изготовление нового продукта, и множественные ограничения по ресурсам на отдельную операцию, разбивать заказ на партии в зависимости от принимаемых решений по планированию. SIMATIC IT AP настраивается для планирования производительности.
Продукт позволяет планировать что, где и когда производить, основываясь на информации о предполагаемом спросе, наличии готового товара на складе и принципах заказа комплектующих.
Решение SIMATIC IT AS (Advanced Scheduling) учитывает оборудование, трудовые ресурсы, инструментарий, а также материалы при составлении графика деятельности. Решение способствует минимизации времени переналадки и определению предпочтительного алгоритма действия, при переходе производства на новый продукт. В случае, если предлагаемые решения не отвечают требованиям пользователя, существует возможность добавления специально разработанных решений. Кроме того, решением поддерживается функция автоматического связывания индивидуальных заказов на основе информации о производственных заказах для каждого уровня спецификаций. Решение рассчитывает время выполнения зависимых заказов, основываясь на задаваемых пользователем правилах.
Существуют дополнительные возможности по работе со списками материалов (BoM) при использовании функционала «Возможность заказа». Этот модуль не предназначен для замены модуля MRP в ERP-системе. Он используется в режиме «по требованию», когда пользователю требуется найти достижимую дату завершения производства для одного или нескольких продуктов.
Система обеспечивает:
- автоматизированное формирование и запуск партий деталей и сборок, необходимых для обеспечения клиентских заказов с учетом незавершенного производства и имеющихся на складах заделов по готовым деталям и сборкам;
- автоматический расчет потребности в материалах и комплектующих, необходимых для обеспечения клиентских заказов с учетом наличия на складах;
- автоматическое формирование перечня покупных дефицитных (отсутствующих на складах) комплектующих и материалов с указанием требуемого количества (с учетом размера минимальной и максимальной закупочной партии) и требуемого срока поставки.
- расчет операционного плана производства с учетом различных критериев оптимизации (минимизация переналадок, минимизация НЗП, параллельная загрузка, расшивка узких мест и др.);
- формирование производственных расписаний для рабочих центров;
- формирование аналитических отчетов и управляющих производственных документов;
- передача результатов расчета на рабочие места в цехе, рабочие места руководителей предприятия.

## Пакеты решений SIMATIC IT
SIMATIC IT Production Suite — пакет решений для создания и поддержки системы оперативного управления производственными процессами (MES-система или Manufacturing Execution Systems), позволяющей синхронизировать, координировать, анализировать и оптимизировать работу всего производства. Система реализует большинство предусмотренных стандартом ISA-95 функций MES-системы.
SIMATIC IT Production Suite состоит из среды Production Modeler и компонентов SIMATIC IT. SIMATIC IT Production Modeler — представляет собой объектно-ориентированное графическое приложение, используемое пользователем на протяжении всего жизненного цикла MES-проекта, от планирования и разработки до ввода проекта в эксплуатацию. Остальные компоненты SIMATIC IT позволяют решать задачи по управлению производственными процессами и выполняют функции, определяемые стандартом ISA-95.
Компоненты SIMATIC IT представляют собой программные модули, которые обеспечивают основные функциональные возможности MES в соответствии с ISA-95. Каждый компонент относится к отдельной производственной задаче, такой, как управление заказами, управление материалами, управление персоналом и управление отчётами и другими, и имеет каналы передачи информации в SIMATIC IT Production Modeler.
Основными компонентами SIMATIC IT являются:
- SIMATIC IT Product Definition Manager (менеджер описания продукции)
- SIMATIC IT Production Order Manager (менеджер производственных заказов)
- SIMATIC IT Material Manager (менеджер материалов)
- SIMATIC IT Messaging Manager (менеджер сообщений)
- SIMATIC IT Personnel Manager (менеджер персонала)
- SIMATIC IT Data Integration Service (служба интеграции данных)

SIMATIC IT Intelligent Suite — пакет решений, объединяющий возможности пакета SIMATIC IT Production Suite и решения для производственной интеллектуальной аналитики SIMATIC IT XHQ, обеспечивающего автоматизацию процессов сбора из различных источников и консолидации операционных данных производства, представления собранных данных с использованием веб-технологий сотрудникам предприятия для анализа и принятия решений об эффективности производства на разных уровнях предприятия.
SIMATIC IT R&D Suite — пакет решений, предназначенных для автоматизации процессов научно-исследовательской и опытно-конструкторской деятельности предприятия. SIMATIC IT R&D Suite является частью портфеля решений MOM, предлагаемого Siemens PLM Software.
В пакет SIMATIC IT R&D Suite входят два продукта:
- SIMATIC IT Unilab — система управления лабораториями (LIMS), позволяющая оптимизировать сбор и анализ данных в лаборатории, а также формирование отчетов.
- SIMATIC IT Interspec — система управления спецификациями продуктов с расширенными функциональными возможностями для производителей продуктов питания и напитков.